# Al-Karamah SC Homs
L'Al-Karamah SC Homs (àrab: نادي الكرامة الرياضي, Nādī al-Karāma ar-Riyāḍī, ‘Club Esportiu de la Dignitat’) és un club de futbol sirià de la ciutat de Homs.

## Història

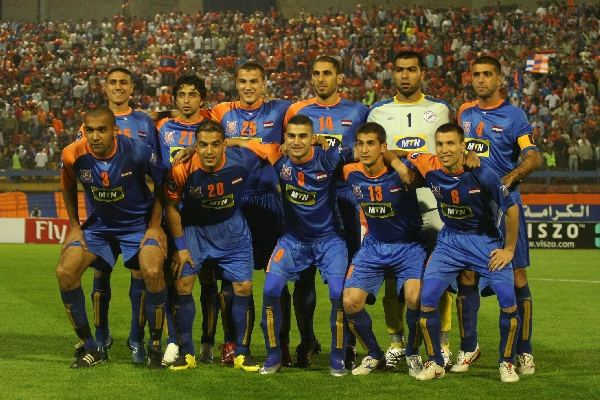
Al-Karamah

El club va ser fundat l'any 1928 com Khalid Bin Walid Sports Club. El 1957 s'anomenà Al-Wahda i el 1971 adoptà el nom d'Al-Karamah.

## Palmarès
- Lliga siriana de futbol:[2]
  - 1975, 1984, 1983, 1996, 2006, 2007, 2008, 2009
- Copa siriana de futbol:[3]
  - 1983, 1987, 1995, 1996, 2007, 2008, 2009, 2010
- Supercopa siriana de futbol: 
  - 1985, 2008

## Futbolistes destacats
- Fabio
- André Senghor
- Firas Al Khatib
- Jehad Al Hussain
- Zyad Chaabo